# Momentum 4: Consequent Duos 2015-2019
Momentum 4: Consequent Duos 2015-2019 ist ein Jazzalbum von Ken Vandermark. Es enthält Duoaufnahmen des Holzbläsers mit Kris Davis, Hamid Drake, Paul Lytton, Ikue Mori und William Parker. Die von 2015 bis 2019 entstandenen Aufnahmen erschienen am 6. August 2019 in einer limitierten 5-CD-Edition auf Audiographic Records. Vandermark und jeweils ein anderer Musiker improvisierten die Musik auf je einer CD. Drei der CDs wurden in New York im The Stone während des Aufenthalts von Vandermark im Jahr 2018 aufgenommen; die anderen beiden wurden 2015 buw. 2019 im Experimental Sound Studio in Chicago aufgenommen.

## Hintergrund
Die Aufnahmen mit Paul Lytton (CD 1) entstanden am 3. Juni 2015 im Experimental Sound Studio, Chicago. Die Duos mit Ikue Mori (CD 2) sind ein Mitschnitt aus dem New Yorker Veranstaltungsort The Stone vom 3. Januar 2018. Am folgenden Tag, ebenfalls im Stone, entstanden die Aufnahmen mit Kris Davis (CD 2/3) und am 6. Januar die mit William Parker (CD 4). Die Aufnahmen mit Hamid Drake (CD 5) sind wiederum Studioaufnahmen vom 28. Januar 2019, die im Experimental Sound Studio, Chicago entstanden waren.
Mit dem Album Momentum 5: Stammer (Triptych) (2021) setzte Ken Vandermark die Momentum-Reihe fort.

## Titelliste
- Ken Vandermark with Kris Davis • Hamid Drake • Paul Lytton • Ikue Mori • William Parker: Momentum 4 (Consequent Duos: 2015>2019)(Audiographic Records AGR-016)[1]

CD 1
1. Paul Lytton • Ken Vandermark 	ESS 1A 	4:15
2. Paul Lytton • Ken Vandermark 	ESS 1B 	7:55
3. Paul Lytton • Ken Vandermark 	ESS 1C 	13:20
4. Paul Lytton • Ken Vandermark 	ESS 1D 	7:49
5. Paul Lytton • Ken Vandermark 	ESS 1E 	8:51
6. Paul Lytton • Ken Vandermark 	ESS 1F 	5:41

CD 2
1. Ikue Mori • Ken Vandermark 	Stone 1A 	34:26
2. Ikue Mori • Ken Vandermark 	Stone 1B 	11:23

CD 3
1. Kris Davis • Ken Vandermark 	Stone 2A 	15:47
2. Kris Davis • Ken Vandermark 	Stone 2B 	13:04
3. Kris Davis • Ken Vandermark 	Stone 2C 	24:39

CD 4
1. William Parker • Ken Vandermark 	Stone 3A 	20:49
2. William Parker • Ken Vandermark 	Stone 3B 	10:17
3. William Parker • Ken Vandermark 	Eventual (Written for Sunny Murray) 	16:35

CD5
1. Hamid Drake • Ken Vandermark 	ESS 2A 	8:30
2. Hamid Drake • Ken Vandermark 	ESS 2B 	4:54
3. Hamid Drake • Ken Vandermark 	ESS 2C 	6:02
4. Hamid Drake • Ken Vandermark 	ESS 2D 	6:16
5. Hamid Drake • Ken Vandermark 	ESS 2E 	5:50
6. Hamid Drake • Ken Vandermark 	ESS 2F 	9:49

## Rezeption
Keith Prosk und Paul Acquaro, der das Album in Free Jazz Blog mit der Höchstbewertung von fünf Sternen auszeichneten, sind der Ansicht, was Vandermark so besonders mache, sei nicht nur die Besonderheit seiner Musikalität, sondern auch sein Charakter selbst und die Rückkopplungsschleife zwischen ihnen. Sein Schreiben artikuliert die Offenheit zuzuhören und zu lernen; sein Spiel demonstriert es, indem es anderen großzügigen Raum und angemessene Kommunikation gibt. Die Subversion persönlicher Muster ist ein ständiges Motiv. Dieser kreative Riese, der sich inzwischen in jeder Bewegung wohl und sicher fühlen sollte, ist in einer solchen Position, gerade weil er es absichtlich nicht tut. Nach Ansicht der Autoren sind die Aufnahmen deshalb so interessiert, weil hier Musiker wie Lytton, Parker und Drake auftreten, die keine jahrzehntelange musikalische Beziehung zu Vandermark hätten. Frei gespielte Duos mit weniger vertrauten Musikern scheinen hervorragende Laborbedingungen zu sein, um die sofortige Entwicklung Vandermarks mitzuerleben.
Bill Meyer schrieb in Dusted, dass die Musik, die aus Vandermarks spezieller Versuchsanordnung hervorgehe, alles andere als einfach sei. „Jedes Duett befasst sich nicht nur mit dem gegenwärtigen Moment, sondern auch mit der Vergangenheit, die Vandermark mit jedem Musiker teilt, und was diese für ihn bedeutet haben. Der Pianist Kris Davis, der Bassist William Parker, der Elektroniker Ikue Mori und die Schlagzeuger Hamid Drake und Paul Lytton haben ihm entweder beigebracht, wie improvisierte Musik gemacht wird und was es bedeutet, sie zu spielen, oder sie haben die Tür zu neuen Wegen geöffnet, um sein Denken voranzutreiben und spielen.“